# Statistická jednotka
Statistická jednotka je ve statistice jeden prvek množiny zkoumaných entit. Je hlavním zdrojem matematické abstrakce „náhodné veličiny“. Příkladem statistických jednotek může být určitá osoba, zvíře, místo, časový okamžik, výrobní proces, vyráběná položka nebo země (stát), pokud tyto objekty patří do větší kolekce zkoumaných entit, kterou nazýváme statistický soubor. Pokud jsme si vědomi, že zkoumaný soubor je pouze částí kolekce určitých entit, nazýváme tuto celou kolekci základní soubor, její část, u níž skutečně zjišťujeme (měříme) hodnoty parametrů, které nás zajímají (znaků), nazýváme výběrový soubor.